# Trydarssus pantherinus
Trydarssus pantherinus är en spindelart som först beskrevs av Cândido Firmino de Mello-Leitão 1946. 
Trydarssus pantherinus ingår i släktet Trydarssus och familjen hoppspindlar. Inga underarter finns listade i Catalogue of Life.